# Cadillac V-Series
La V-Series es una línea de modelos con motores de altas prestaciones de la firma de lujo Cadillac, con el fin de rivalizar con BMW M o los departamentos AMG de Mercedes-Benz o RS de Audi.
La mayor parte de estos modelos que componen esta gama cuentan con motores V8 de alto rendimiento, en la tercera generación, el CTS-V es conocido como el Cadillac más potente hecho jamás al contar con un motor V8 sobrealimentado (siguiendo la tradición de esta rama) y desarrollando 640 CV de potencia frente a los 564 CV que producía el de anterior generación, también cabe destacar que incorpora en el motor la tecnología LT4, al igual que el Chevrolet Corvette. En test realizado, el nuevo CTS del año 2016, equipado con una transmisión de 8 velocidades, aceleró de 0 a 60 millas por hora en un tiempo récord de 3.6 segundos.

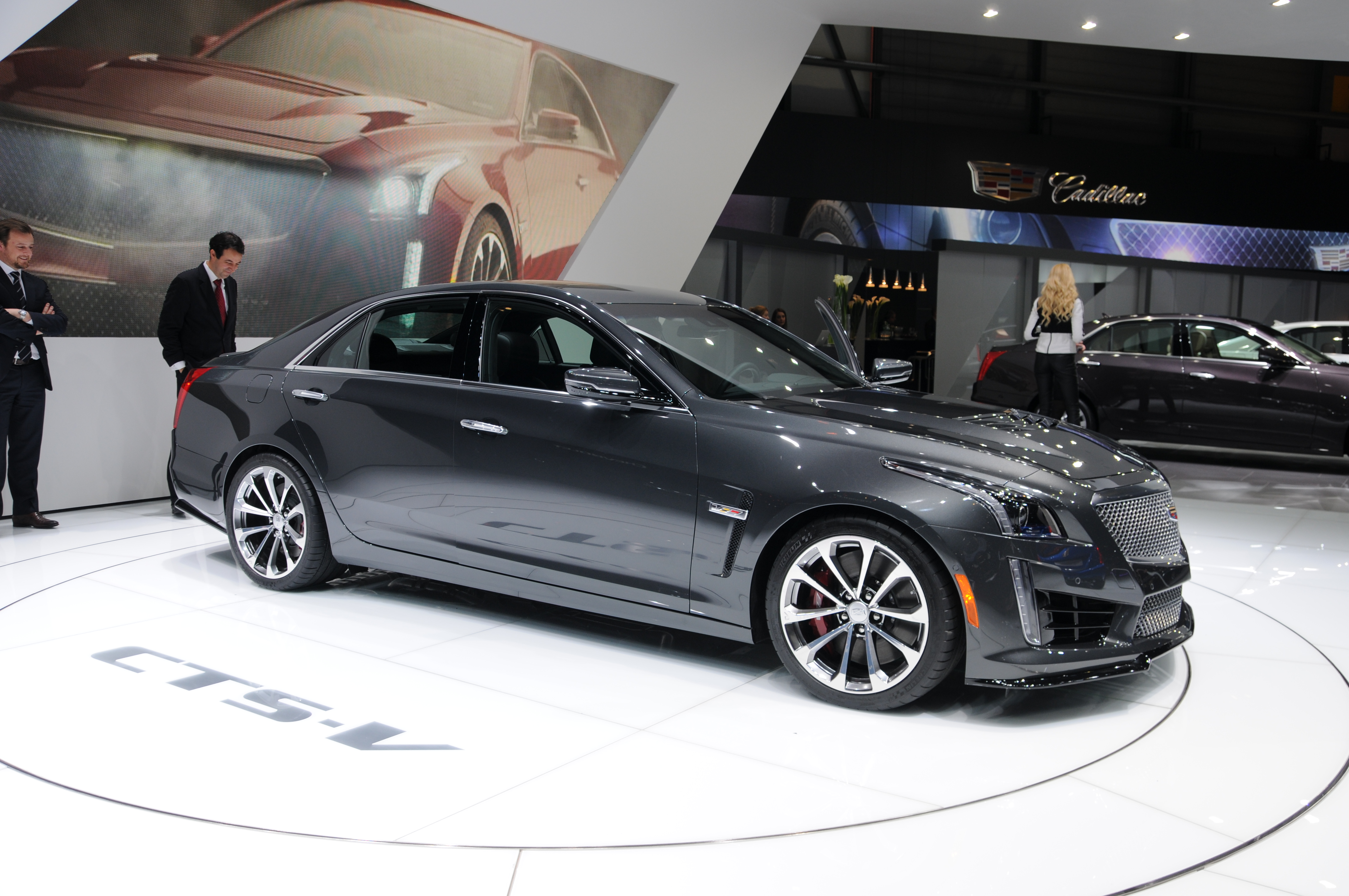
Tercera generación del CTS-V

Sobre el ATS-V, cabe destacar que es el primero en incorporar un motor V6.

### Modelos V
- ATS-V
- CTS-V

### Modelos V antiguos
- STS-V
- XLR-V

Por el momento, la firma de lujo de General Motors no tiene previsto lanzar una versión de altas prestaciones (V) del Escalade o del XT5.